# لاس هاسینداس، تگزاس
لاس هاسینداس (به انگلیسی: Las Haciendas) یک منطقهٔ مسکونی در ایالات متحده آمریکا است که در تگزاس واقع شده‌است. لاس هاسینداس ۷ نفر جمعیت دارد.